# FiFi Awards français
 (avril 2023).
Les FiFi Awards (« Fragrance Foundation Awards »), anciennement les Grands Prix du Parfum, sont des récompenses décernées chaque année depuis 1992 par la Fragrance Foundation France.